# 成都市剑南大道快速公交
成都市剑南大道快速公交是四川省成都市快速公交系统中规划建设的一条快速公交线路，规划代码为K4，将运营于成都二环路南段-神仙树高架-剑南大道区间。线路的神仙树高架段3个站点于2017年随神仙树高架路一同竣工，而剑南大道段尚未实质性建设。线路在神仙树高架采用路中侧式站台，剑南大道则采用路两侧式站台设计。该线路预计2018年通车，但实际通车时间将大大延后。2018年9月20日，成都开行经由二环路快速公交线路和剑南大道快速公交线路神仙树高架桥部分路段的K11线，通达高新南区、金融城地区。然而K11线并非真正的剑南大道快速公交。

## 线路
剑南大道快速公交起于金沙公交枢纽站，沿二环高架到二环高朋大道路口离开二环路，再沿神仙树高架BRT专用车道到三环路石羊立交驶入剑南大道，并由高架桥面转向地面，沿剑南大道至天府新区成都直管区。

## 建设进度
- 2016年4月，神仙树元华路立交开工建设。[4]
- 2017年4月30日，神仙树立交竣工，上设有三个快速公交站点。[1]